# Смирнов Григорій Лаврентійович
Григорій Лаврентійович Смирнов (8 листопада 1910, село Кувака Нижньоломовського повіту Пензенської губернії, тепер Кам'янського району Пензенської області, Російська Федерація — 1981, місто Москва, тепер Російська Федерація) — радянський державний діяч, заступник голови Ради міністрів Російської РФСР, міністр сільського господарства РРФСР, голова Пензенського облвиконкому. Депутат Верховної ради РРФСР 5—9-го скликань. 

## Біографія
Народився в селянській родині в селі Кувака Пензенської губернії (за іншими даними — в селі Речиця Смоленської губернії).
У 1926—1928 роках — секретар Данилкінської, Верхньо-Спаської, Воздвиженської сільських рад Саратовської губернії.
У 1929 році працював робітником-чорноробом на будівництві залізниці Термез—Дюшамбе (Душанбе).
У 1929—1930 роках — студент Середньоазіатського державного університету в місті Ташкенті та одночасно виїзний кореспондент газети «Комсомолець Сходу».
У 1930—1933 роках — студент Воронезького інституту механізації сільського господарства, здобув спеціальність інженера-механіка.
У 1933—1934 роках — технічний керівник Ялуторовської міжрайонної майстерні біля міста Тюмені.
З 1934 року служив у Червоній армії.
Після демобілізації і до 1937 року — інженер Свердловського обласного земельного управління.
Член ВКП(б).
У 1937—1944 роках — на керівних посадах на будівництві Богословського алюмінієвого заводу Свердловської області.
У 1944—1948 роках — заступник голови виконавчого комітету Свердловської обласної ради депутатів трудящих.
У 1950 році — начальник управління механізації та член колегії Головного управління полезахисного лісорозведення при Раді міністрів СРСР.
У 1950—1960 роках — заступник завідувача сектору, завідувач сектору; заступник, перший заступник завідувача сільськогосподарського відділу ЦК КПРС.
20 січня — 14 червня 1960 року — заступник голови Ради міністрів Російської РФСР.
14 червня 1960 — 27 січня 1961 року — міністр сільського господарства Російської РФСР.
У березні 1961 — грудні 1962 року — голова виконавчого комітету Пензенської обласної ради депутатів трудящих.
У грудні 1962 — грудні 1964 року — голова виконавчого комітету Пензенської сільської обласної ради депутатів трудящих.
У грудні 1964 — травні 1965 року — голова виконавчого комітету Пензенської обласної ради депутатів трудящих.
У 1965—1966 роках — заступник міністра сільського господарства РРФСР.
У 1966—1977 роках — перший заступник голови Державної планової комісії РРФСР.
У грудні 1977 — 1981 року — завідувач відділу агропромислового комплексу Ради міністрів РРФСР.
Помер 1981 року в Москві.

## Нагороди
- орден Леніна
- п'ять орденів Трудового Червоного Прапора (8.02.1947, 10.12.1960, 6.11.1970)
- медаль «За трудову доблесть» (25.12.1959)
- вісім медалей